# Alex Baumann (bobsleigh)
Pour les articles homonymes, voir Baumann.
Ne pas confondre avec le nageur canadien Alex Baumann.
Alex Baumann, né le 9 mars 1985 à Herisau, est un bobeur suisse.

## Palmarès

### Jeux olympiques d'hiver
- Médaillé d'or aux Jeux olympiques d'hiver de 2014 à Sotchi en bob à deux avec Beat Hefti à la suite de la disqualification des Russes[1].

### Championnats du monde
- 2016 :  en bob à 2  à Innsbruck.

### Coupe du monde
- 20 podiums :
  - en bob à 2 :  6 victoires, 6 deuxièmes places et 6 troisièmes places.
  - en bob à 4 : 2 victoires et 3 deuxièmes places.

#### Détails des victoires en Coupe du monde
| Édition   | Bob à 2                 | Bob à 4     |
| 2009-2010 | Park City               |             |
| 2012-2013 |                         | La Plagne   |
| 2013-2014 | Winterberg Saint-Moritz |             |
| 2014-2015 | Altenberg Königssee     |             |
| 2015-2016 | Saint-Moritz            |             |
| 2016-2017 |                         | Pyeongchang |